# 常盤台 (横浜市)
常盤台（ときわだい）は、神奈川県横浜市保土ケ谷区の地名。「丁目」の設定のない単独町名である。住居表示実施済区域。

## 地理

### 地価
住宅地の地価は、2025年（令和7年）1月1日の公示地価によれば、常盤台3-18の地点で22万8000円/m²、常盤台24-31の地点で19万7000円/m²となっている。

## 歴史
かつては地元の素封家岡野家の別荘を開発した「常盤園」や、程ヶ谷カントリー倶楽部のゴルフ場があった。常盤園は常盤公園や住宅地となったが、南隣の和田には現在でもバス停「常盤園前」「常盤園下」がある（相模鉄道にもかつて「常盤園下駅」があり、これは移転して和田町駅となった）。ゴルフ場跡地は横浜国立大学キャンパスとなった。

### 町名の由来
帷子町字常盤に瑞祥地名の「台」を付けた。

### 沿革
- 1940年（昭和15年）11月1日 - 峰岡町字常盤、中原などから新設される[8]。
- 1996年（平成8年）10月21日 - 住居表示実施[8]。

## 世帯数と人口
2025年（令和7年）6月30日現在（横浜市発表）の世帯数と人口は以下の通りである。
| 町丁   | 世帯数    | 人口    |
| ------ | --------- | ------- |
| 常盤台 | 3,362世帯 | 6,406人 |

### 人口の変遷
国勢調査による人口の推移。
| 年                 | 人口  |
| ------------------ | ----- |
| 1995年（平成7年）  | 5,733 |
| 2000年（平成12年） | 6,279 |
| 2005年（平成17年） | 7,309 |
| 2010年（平成22年） | 7,010 |
| 2015年（平成27年） | 6,748 |
| 2020年（令和2年）  | 7,435 |

### 世帯数の変遷
国勢調査による世帯数の推移。
| 年                 | 世帯数 |
| ------------------ | ------ |
| 1995年（平成7年）  | 2,344  |
| 2000年（平成12年） | 2,694  |
| 2005年（平成17年） | 3,137  |
| 2010年（平成22年） | 3,178  |
| 2015年（平成27年） | 3,125  |
| 2020年（令和2年）  | 3,580  |

## 学区
市立小・中学校に通う場合、学区は以下の通りとなる（2024年11月時点）。
| 番・番地等                   | 小学校               | 中学校                 |
| ---------------------------- | -------------------- | ---------------------- |
| 1番〜80番26号 80番28号〜88番 | 横浜市立常盤台小学校 | 横浜市立保土ケ谷中学校 |
| 80番27号                     | 横浜市立三ツ沢小学校 | 横浜市立松本中学校     |

## 事業所
2021年（令和3年）現在の経済センサス調査による事業所数と従業員数は以下の通りである。
| 町丁   | 事業所数  | 従業員数 |
| ------ | --------- | -------- |
| 常盤台 | 135事業所 | 4,739人  |

### 事業者数の変遷
経済センサスによる事業所数の推移。
| 年                 | 事業者数 |
| ------------------ | -------- |
| 2016年（平成28年） | 146      |
| 2021年（令和3年）  | 135      |

### 従業員数の変遷
経済センサスによる従業員数の推移。
| 年                 | 従業員数 |
| ------------------ | -------- |
| 2016年（平成28年） | 4,842    |
| 2021年（令和3年）  | 4,739    |

## 施設
- 横浜国立大学常盤台キャンパス
- 常盤公園
- 横浜市立ろう特別支援学校
- 学校法人聖ヶ丘学園・聖ヶ丘教育福祉専門学校
- 常盤台病院

## 交通
東部を横浜新道が通り、常盤台出口がある。
町内に鉄道はなく、最寄りの鉄道駅は場所によって、三ッ沢上町駅、和田町駅、上星川駅、羽沢横浜国大駅のいずれかである。
横浜駅を発着とするバス路線が数路線通る。

## その他

### 日本郵便
- 郵便番号 : 240-0067[3]（集配局：保土ヶ谷郵便局[18]）

### 警察
町内の警察の管轄区域は以下の通りである。
| 番・番地等 | 警察署         | 交番・駐在所 |
| ---------- | -------------- | ------------ |
| 全域       | 保土ケ谷警察署 | 岡沢町交番   |